# 金粉世家 (2003年電視劇)
《金粉世家》是一部2003年首播的中国大陆民国偶像剧，改编自民国著名作家张恨水所著同名小说《金粉世家》。该剧由中央电视台影视部、广东强视影业传媒有限公司和中山经纬影视传播有限公司联合出品，知名导演李大为执导，并由陈坤、董洁、刘亦菲、徐路、寇振海、吴竞等领衔主演。全剧以民国时期为背景，讲述了北洋政府总理之子金燕西不喜欢门当户对的总长妹妹，转而追求出身贫寒的女学生冷清秋，两人初时浓情蜜意，但婚后由于燕西的纨绔作风逐渐产生矛盾，关系急转直下，随着金父的去世和金家的败落，树倒猢狲散，一家人最终各奔东西。
本剧于2002年5月28日在天津正式开机，至8月21日转场北京取景拍摄，9月9日全剧杀青关机。2003年3月20日，本剧在中央电视台电视剧频道（CCTV-8）黄金档全国首播。
本剧的续作为2006年电视剧《金色年华》，讲述五年之后男主人公留学归来，在重塑自我的同时希望与女主人公再续前缘的故事。另外该剧与2004年电视剧《红粉世家》、2006年电视剧《香粉传奇》共同组成了导演李大为的“世家三部曲”系列。

## 制作人员
- 出品人：游建鸣
- 导演：刘国权、李大为

## 剧情介绍
燕西（陈坤 饰）是北洋军阀内阁总理金铨（寇振海 饰）的七儿子。白家小姐白秀珠（刘亦菲 饰）出身名门，对金燕西情有独钟。燕西一方面忍受不了白秀珠的小姐脾气，另一方面他知道金家与白家都有激烈的权力冲突，所以对白秀珠爱理不理。

直到他偶遇了出身寒微的女学生冷清秋（董洁 饰），燕西对清秋一见钟情，继而展开了激烈的追求。自由恋爱的新思潮跟封建传统观念产生了冲突，克服了一切困难后，燕西还是跟清秋结婚了。白秀珠深感不甘，一场三角情感的纠缠就此开始。

婚后的清秋深觉嫁入豪门的不易，钩心斗角的事情让本来单纯的她倍感压力，与丈夫的处事方式也有了很大的分歧。最后面对燕西的出轨，清秋心灰意冷……

## 主题曲
片头曲《暗香》，三宝作曲，陈涛作词，沙宝亮演唱。

片尾曲《让她降落》，三宝作曲，刘沁作词，何璐演唱，亚洲爱乐乐团演奏。

## 演员表

### 金家
- 寇振海 饰 金　铨
- 吴　竞 饰 金太太
- 杨　静 饰 二姨太
- 朱　铁 饰 金凤举
- 孙　宁 饰 吴佩芳
- 陈　俊 饰 金鹤荪
- 陶　蓉 饰 程慧厂
- 杨佩衡 饰 金鹏振
- 刘佳佳 饰 王玉芬
- 罗珊珊 饰 金道之
- 丹　江 饰 刘守华
- 刘　茜 饰 金敏之
- 米　杨 饰 金润之
- 陈　坤 饰 金燕西
- 舒　畅 饰 金梅丽
- 徐　路 饰 小　怜
- 马　捷 饰 金　荣
- 兰晓霞 饰 邱惜珍
- 陈珊珊 饰 秋　香
- 李雪艳 饰 蒋　妈
- 姚中华 饰 小　红
- 张　莉 饰 小　兰
- 王　冠 饰 阿　囡

### 白家
- 王伯昭 饰 白雄起
- 黎　涓 饰 白太太
- 刘亦菲 饰 白秀珠

### 冷家
- 黄梅莹 饰 冷太太
- 舒耀瑄 饰 宋世卿
- 董　洁 饰 冷清秋
- 黄爱玲 饰 韩　妈

### 柳家
- 张金玲 饰 柳夫人
- 迟　帅 饰 柳春江

### 主演
- 乔振宇 饰 李浩然
- 李俊锋 饰 欧阳于坚
- 潘　娟 饰 翠　姨
- 战晓丹 饰 晚　香
- 马岩松 饰 林夫人
- 陈　婷 饰 林佳尼
- 杨　树 饰 刘宝善
- 俞　瞳 饰 陈玉芳

### 其他
- 李克纯饰 欧阳倩
- 左一鸣 饰 王幼春
- 林　哲 饰 毕云波
- 陈增运 饰 曾次长
- 孙　霆 饰 谢玉树
- 程栾安 饰 贾先生
- 龙　媚 饰 老　鸨
- 梅丽娜 饰 小　梅
- 孙承钢 饰 贺梦雄
- 姚彦林 饰 柴先生
- 黄永兴 饰 德　海
- 谢志坚 饰 刘次长
- 李兆民 饰 梁大夫
- 王　勇 饰 李　升
- 谢振伟 饰 吴道全

## 与原著的出入
- 金铨的私生子欧阳于坚、柳春江的未婚妻林佳尼为原创角色。
- 柳春江和小怜在原著中结了婚并得到了家长的接纳，小怜回门金家时更得到等同于小姐回门的待遇；电视剧则改为悲剧收场。
- 电视剧最后金燕西对妻儿的离去表现出悔恨，却未能和他们重逢。原著写金燕西落魄后做了演员，以自己的婚姻生活创作了舞台剧本，冷清秋来看戏却通过剧情发现他仍不知错，遂中途携子离开。

## 外部連結
- 東森戲劇《金粉世家》官方網站